# ماكسيوس
ماكسيوس (بالإنجليزية: Maxus)، هي شركة صينية مصنعة للسيارات وعربات النقل، تأسست الشركة عام 2011، وتقع في شانغهاي، ولديها عدة فروع، ومنها مصر والمملكة العربية السعودية والإمارات العربية المتحدة وتركيا وغيرها.